# 火祭胡琴協奏曲
《火祭胡琴協奏曲》，譚盾根據其本人於1995年為電影《南京1937》的配樂改編為中胡、二胡、高胡與2個民族樂團及人聲組成的協奏曲，於1996年完成。為香港藝術節的委約作品，於1996年香港藝術節由黃安源與香港中樂團首演，由譚盾指揮。